# 金剛寺 (岐阜県揖斐川町)
金剛寺(こんごうじ)は岐阜県揖斐郡揖斐川町市場にある観音菩薩を本尊とする真言宗の寺院で、山号は春日山。西美濃三十三霊場3番札所。近隣では市場の弘法さんと呼ばれる。
弘法大師に崇敬の念を抱く立木多満が瑞巌寺で祀られていた市場出身の内藤才兵が彫刻した弘法大師像を納める寺の建立を発願し、昭和22年(1947年)に開創した。寺が開かれた際に高野山真言宗の美濃国分寺から十一面観音菩薩を貰い受けている。
昭和55年(1980年)に西美濃三十三霊場の一部札所が変更となった際に円鏡寺に代わって3番札所となった。